# Ђанкарло Кобели
Ђанкарло Кобели (12. децембра 1929—16. марта 2012) био је позоришни и филмски глумац и пантомимичар италијанске националности. Један је од најважнијих позоришних режисера у Италији, био је познат по његовом очаравајућем и оригиналном "читању" текстова које је донео на сцену.

## Биографија
Рођен је у Милану, у Италији. Своју каријеру започео је као глумац и пантомимичар, колико у позоришту толико и на телевизији. Умро је у Риму 2012. године.